# زیردریایی یو-۶۶۷
زیردریایی یو-۶۶۷ (به انگلیسی: German submarine U-667) یک زیردریایی بود که طول آن ۶۷٫۱ متر (۲۲۰ فوت ۲ اینچ) بود. این زیردریایی در سال ۱۹۴۲ ساخته شد.